# Nederlands Ereveld Bremen
Het Nederlands Ereveld Bremen is een ereveld in Duitsland.
Het ereveld maakt deel uit van het Osterholzer Friedhof en telt 170 graven van Nederlanders soldaten en oorlogsslachtoffers die omkwamen in de omgeving van Bremen. Centraal op het ereveld staat een gedenksteen met nogmaals 63 namen van soldaten en oorlogsslachtoffers waarvan de laatste rustplaats niet bekend is.